# Kostel svatého Mikuláše (Krucemburk)
Kostel svatého Mikuláše, dominanta a nejstarší památka v Krucemburku, stojí na náměstí Jana Zrzavého. Jedná se o jednolodní gotický kostel s polygonálním kněžištěm barokně upravený a čtyřbokou věží přiléhající ke kostelu na jižní straně.
Přesné datum jeho stavby není známo; kostel byl postaven ve 12. nebo 13. století. Nejstaršími zachovanými částmi kostela v románském slohu jsou sakristie a spodní část věže, které byly postaveny ve 13. století. V 15. století došlo ke stavbě lodi kostela a kněžiště, a to v gotickém slohu. Loď byla barokně přestavěna na konci 17. století, kdy stavebníkem byl kníže Ferdinand z Dietrichsteina. Z historického vybavení a výzdoby jsou zachovány uvnitř kostela gotická křtitelnice a na štítě kostela renesanční soška Panny Marie. Historické jsou i výplně oken; jedná se o mozaiky od akademického malíře Jiřího Binka, který se v Krucemburku narodil, vzniklé po konci 2. světové války.
Kolem kostela je situován hřbitov s řadou zajímavých náhrobků a historických litinových křížů. U jižní zdi je hrob a památník malíře Jana Zrzavého.
Na západ od kostela na náměstí Jana Zrzavého č. 17 se nachází barokní fara, která stojí na obdélníkovém pozemku sousedícím na východě se hřbitovní zdí. Původní budova z poloviny 14. století byla zřejmě za třicetileté války zničena. Nynější budova byla postavena jako přízemní na konci 17. století (stavebníkem byl opět kníže z Dietrichsteina) a v 18. století byla nejprve přestavěna na zděnou budovu a později přibylo i 1. patro osazené mansardovou střechou.
V roce 1958 došlo k zápisu kostela, památníku Jana Zrzavého, vybraných náhrobků na hřbitově a fary do seznamu kulturních památek.

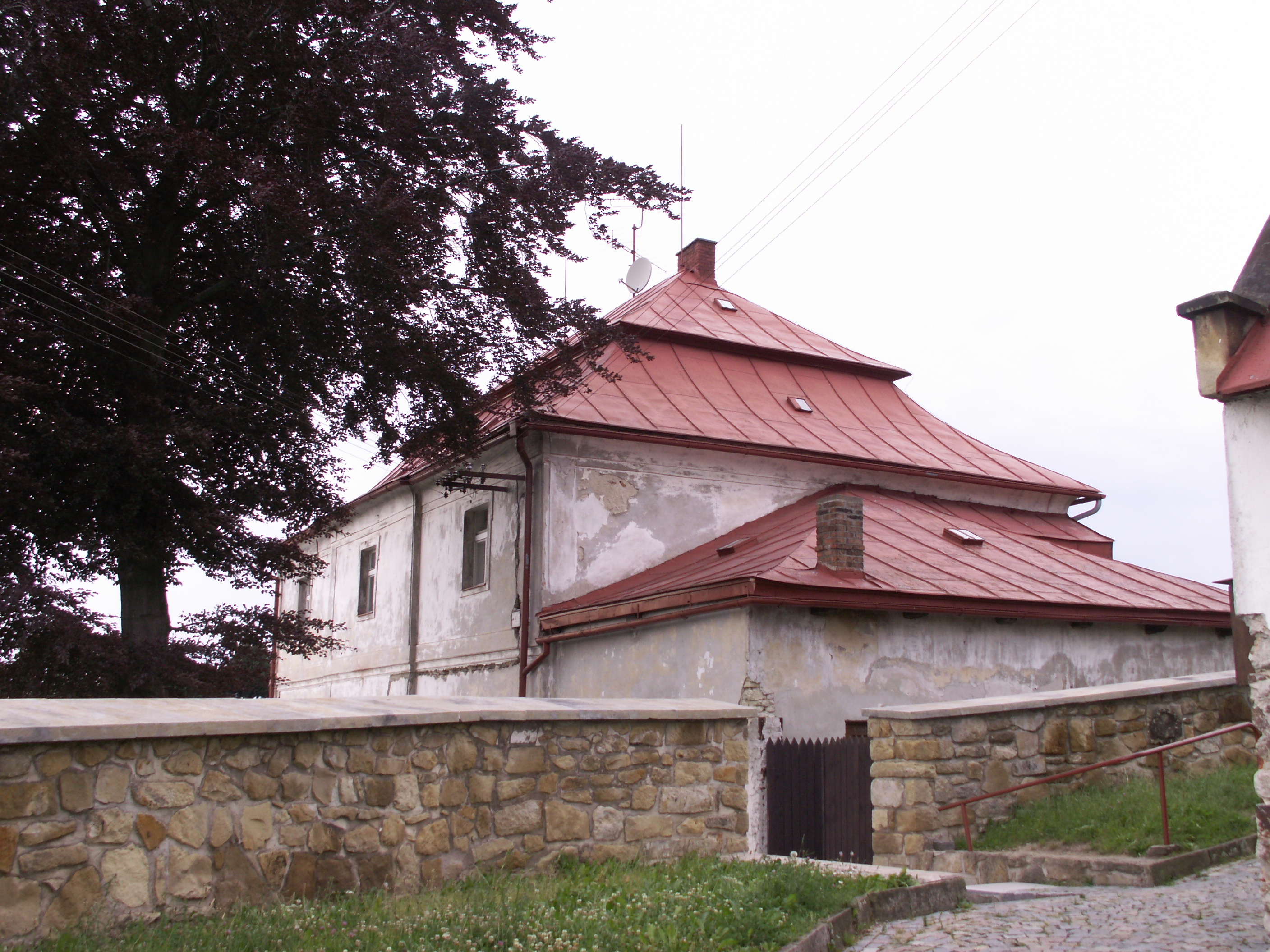
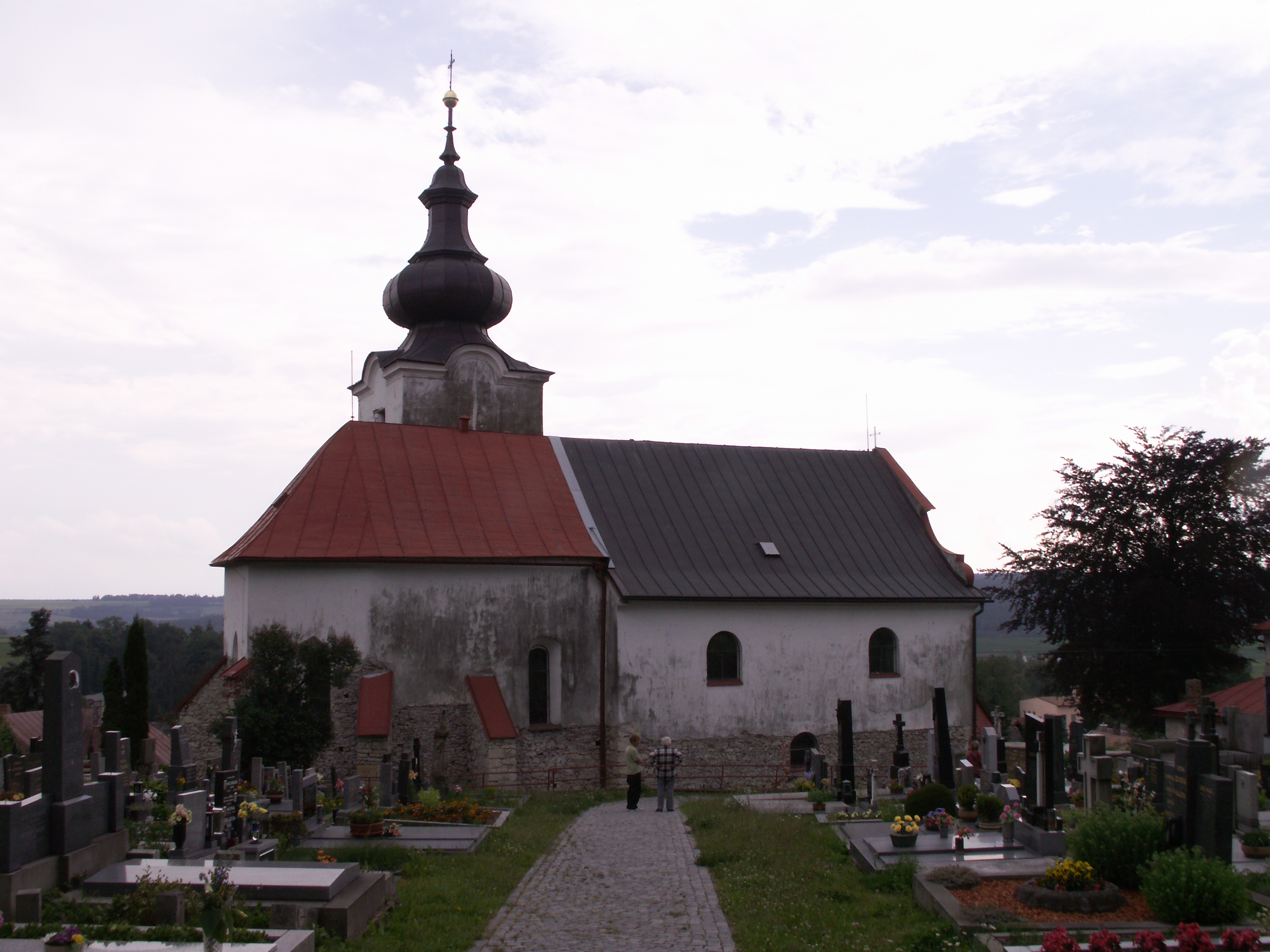
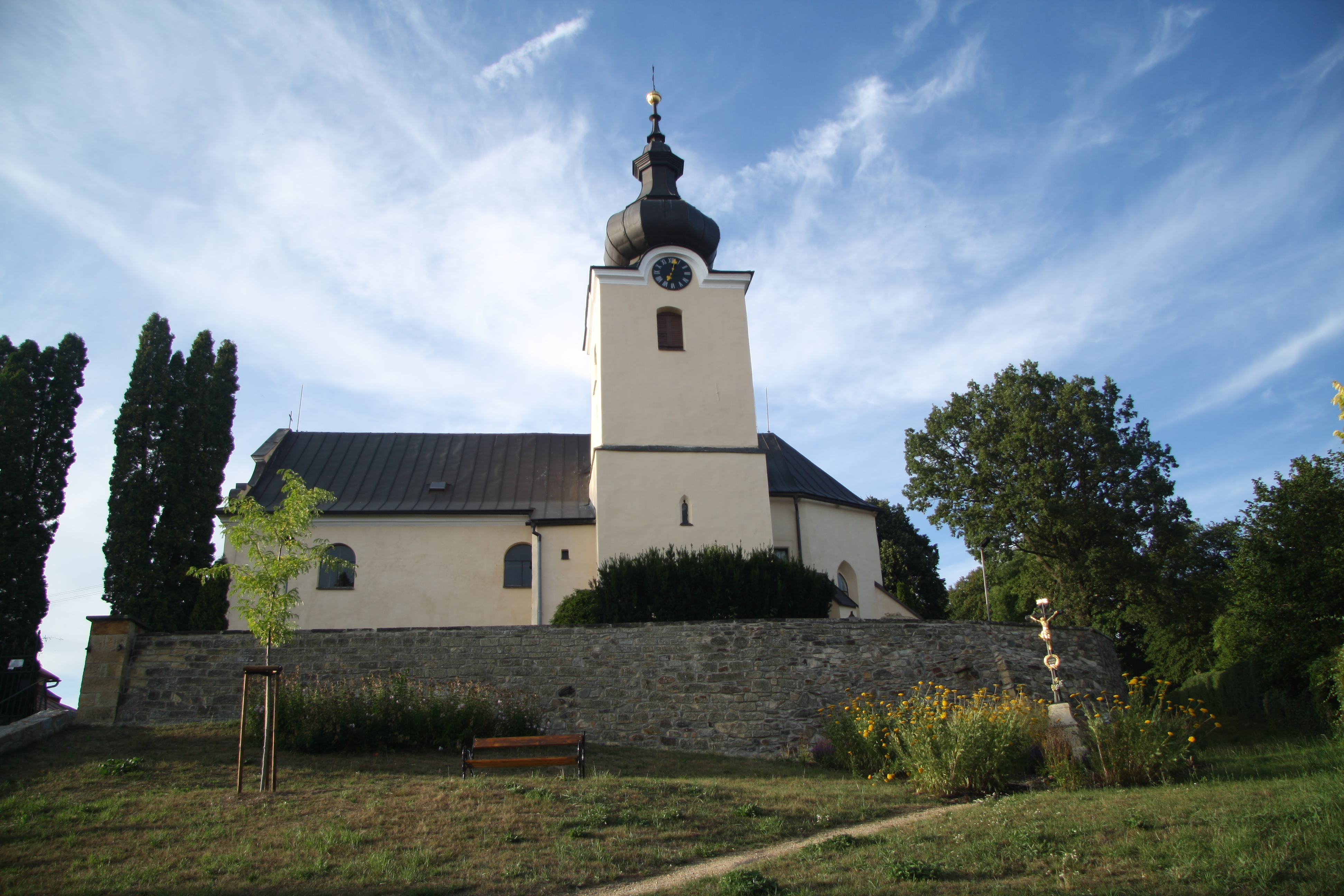